# Aspalathus pallidiflora
Aspalathus pallidiflora är en ärtväxtart som beskrevs av Rolf Martin Theodor Dahlgren. Aspalathus pallidiflora ingår i släktet Aspalathus och familjen ärtväxter. Inga underarter finns listade i Catalogue of Life.